# یتترهوگدال
یتترهوگدال (به سوئدی: Ytterhogdal) یک منطقهٔ مسکونی در سوئد است که در بخش هریدالن واقع شده‌است. یتترهوگدال ۲٫۲۶ کیلومتر مربع مساحت و ۵۳۴ نفر جمعیت دارد.